# Comuna Pušća, Zagreb
Pušća este o comună în cantonul Zagreb, Croația, având o populație de 2.700 de locuitori (2011).

## Demografie
Componența etnică a comunei Pušća
     Croați (96,96%)
     Necunoscut (0,15%)
     Neclasificat (2,52%)
Componența confesională a comunei Pušća
     Catolici (92,93%)
     Fără religie și atei (1,96%)
     Musulmani (1,63%)
     Necunoscută (1,81%)
     Alte religii (1,67%)
Conform recensământului din 2011, comuna Pušća avea 2.700 de locuitori. Din punct de vedere etnic, majoritatea locuitorilor (96,96%) erau croați. Apartenența etnică nu este cunoscută în cazul a 0,15% din locuitori. Din punct de vedere confesional, majoritatea locuitorilor (92,93%) erau catolici, existând și minorități de persoane fără religie și atei (1,96%) și musulmani (1,63%). Pentru 1,81% din locuitori nu este cunoscută apartenența confesională.